# UFC 272
UFC 272: Covington vs. Masvidal fue un evento de artes marciales mixtas producido por Ultimate Fighting Championship que tuvo lugar el 5 de marzo de 2022 en el T-Mobile Arena en Paradise, Las Vegas, Estados Unidos.

## Antecedentes
Originalmente se esperaba que un combate de la trilogía por el Campeonato de Peso Pluma de la UFC entre el actual campeón Alexander Volkanovski y el ex campeón Max Holloway encabezara el evento. La pareja se enfrentó por primera vez en UFC 245, donde Volkanovski derrotó a Holloway por decisión unánime para ganar el título. Su segundo encuentro tuvo lugar en UFC 251, en el que Volkanovski defendió con éxito el título por decisión dividida (un resultado que fue recibido con polémica por parte de los aficionados, compañeros de lucha y medios de comunicación). Sin embargo, dos días después del anuncio de la trilogía, Holloway se retiró debido a una lesión previa agravada. Fue sustituido por el ex retador del título Jung Chan-sung y el combate se trasladó a UFC 273 del 9 de abril.
En este evento se esperaba una revancha por la unificación del título del Campeonato de Peso Gallo de la UFC entre el actual campeón Aljamain Sterling y el ex campeón/actual titular del título interino Petr Yan. La pareja se enfrentó previamente en UFC 259, con Sterling ganando el título por descalificación (golpe de rodilla ilegal intencional) en la cuarta ronda, convirtiéndose en el primer luchador en ganar un título de la UFC por descalificación. Inicialmente se esperaba que la revancha tuviera lugar en UFC 267, sin embargo Sterling se retiró de la contienda debido a problemas persistentes en el cuello y se fijó un combate por el título interino entre Yan y Cory Sandhagen. La UFC optó entonces por trasladar el emparejamiento de este evento a UFC 273.
Tras el aplazamiento de los combates por el título, se espera un combate en el peso wélter entre el ex Campeón Interino de Peso Wélter de la UFC Colby Covington y el ex retador al título Jorge Masvidal se espera que encabece el evento.
Un combate de peso pesado entre Greg Hardy y Sergey Spivak estaba originalmente programado para UFC 270, pero fue trasladado a este evento después de que Hardy sufriera una lesión en el dedo.
Un combate de peso ligero a cinco asaltos entre el ex Campeón de Peso Ligero de la UFC Rafael dos Anjos y Rafael Fiziev estaba originalmente programado para encabezar UFC Fight Night: Walker vs. Hill, pero fue pospuesto a este evento debido a problemas de visado con Fiziev. Sin embargo, Fiziev se vio obligado a retirarse debido a que dio positivo por COVID-19. Fue sustituido por Renato Moicano con sólo 4 días de preaviso en un peso de 160 libras.
Un combate de peso ligero entre Devonte Smith y Erick Gonzalez estaba programado para el evento. Sin embargo, Gonzalez se vio obligado a retirarse del evento debido a una lesión en el pie. Fue sustituido por Ľudovít Klein.
Se esperaba que la ex aspirante al Campeonato Femenino de Peso Mosca de la UFC Jessica Eye se enfrentara a Manon Fiorot en un combate de peso mosca femenino en el evento. Sin embargo, una semana antes del evento, Eye se retiró por lesión y el combate se canceló.
Durante la transmisión del evento, el ex Campeón de Peso Ligero de la UFC Jabib Nurmagomédov fue anunciado como el próximo miembro del Salón de la Fama de UFC del "ala moderna".

## Resultados
1. ↑  A Nzechukwu se le descontó 1 punto en el tercer asalto debido a repetidos piquetes en los ojos.

## Premios de bonificación
Los siguientes luchadores recibieron bonificaciones de $50000 dólares.
- Pelea de la Noche: Colby Covington vs. Jorge Masvidal
- Actuación de la Noche: Kevin Holland y Maryna Moroz